# Lithosphère océanique
Pour un article plus général, voir Structure interne de la Terre.

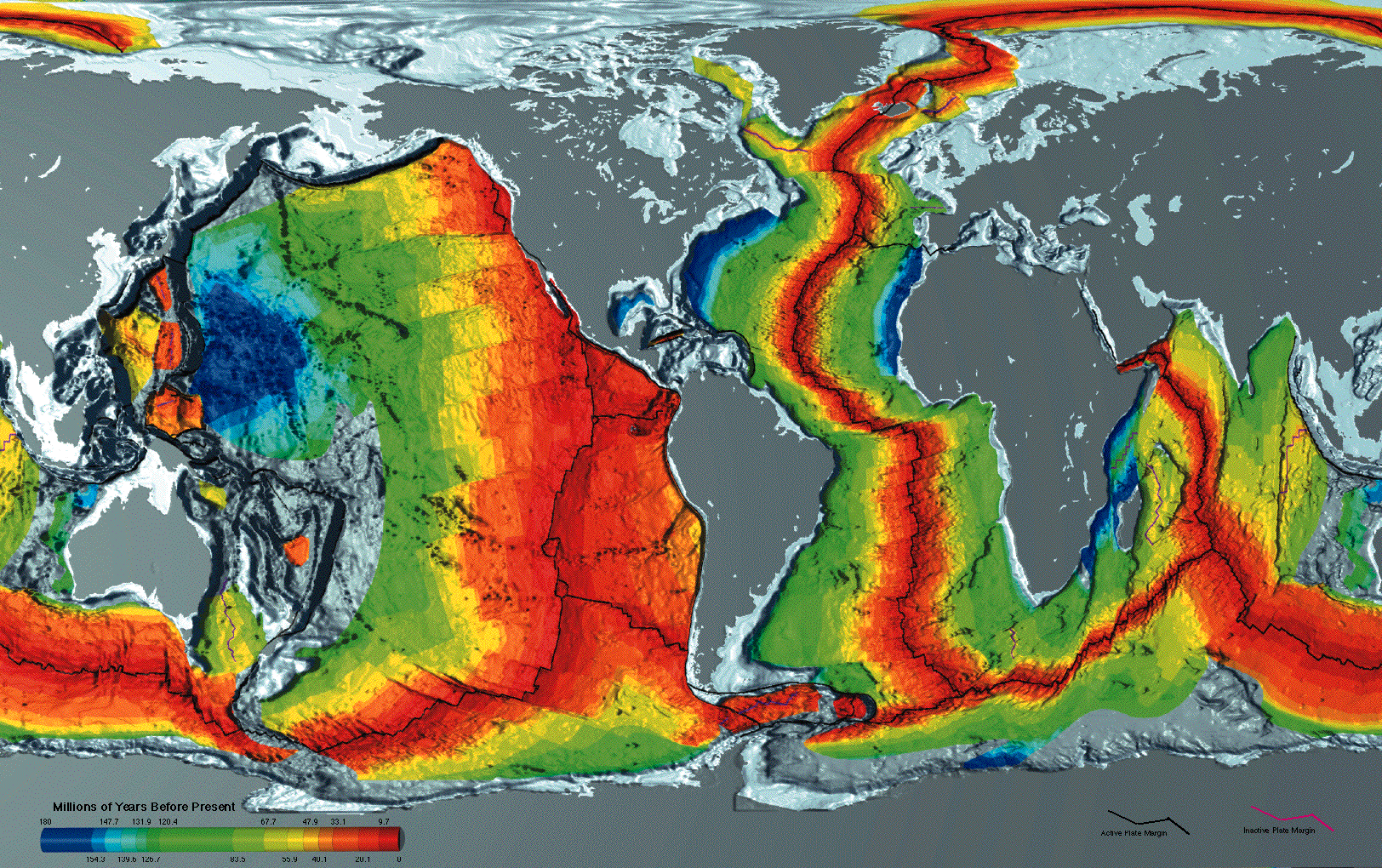
Âge du plancher océanique (en rouge-brun le plus récent, en bleu foncé le plus ancien).

La lithosphère océanique est un ensemble rigide de la structure interne de la Terre, formé par la croûte océanique et le manteau lithosphérique sous-jacent. Elle repose sur la partie plastique du manteau supérieur, l'asthénosphère, et se situe (sauf rarissime exception) sous la couche océanique, formant le plancher des océans.
La croûte océanique est plus dense que la croute continentale, avec une masse volumique moyenne de 2,9 g/cm3 (contre 2,7 g/cm3 pour la croute continentale). Elle est composée de roches mafiques, riches en fer et en magnésium comme les gabbros et de basaltes.
Le manteau lithosphérique est composés de péridotites et a une densité de 3,3 g/cm3.
La lithosphère océanique est créée au niveau des dorsales. De par son processus de formation, elle est d'abord peu épaisse, puis, s'épaissit au fur et à mesure qu'elle s'éloigne de la dorsale et vieillit en refroidissant. Son épaississement s'effectue du côté du manteau, par refroidissement de la partie du manteau supérieur immédiatement sous la croûte, mais aussi du côté de la croûte, par sédimentation. La partie crustale de la lithosphère océanique est épaisse généralement de moins de 10 km, sa portion mantellique s'épaissit en vieillissant et peut atteindre 80 km d'épaisseur. La lithosphère océanique reste moins épaisse que la lithosphère continentale.
Le refroidissement induit une augmentation progressive de la densité de la lithosphère. Lorsque cette dernière dépasse la densité de l'asthénosphère sous-jacente, l'équilibre devient instable et la lithosphère océanique qui « flotte » sur l'asthénosphère peut entrer en subduction, c'est-à-dire plonger dans le manteau terrestre et disparaître. La majeure partie de la lithosphère océanique actuelle est âgée de moins de 200 millions d'années, car elle disparaît dans le manteau asthénosphérique lors de la subduction pendant qu'une lithosphère océanique nouvelle se forme au niveau des dorsales par accrétion.
Dans le cas d'une obduction, cependant, des portions de la plaque océanique ne disparaissent pas mais peuvent être poussés en surface dans une orogenèse et former une nappe de charriage. La croûte océanique reposant sur de la croûte continentale est alors constituée d'ophiolites caractéristiques.

## Description physique

### Méthodes d'exploration et cartographie
Bien qu'une importante section de la croûte océanique n'ait pas été forée, les géologues ont tout de même une bonne connaissance des fonds marins, grâce à :
- des forages de toute la partie supérieure ;
- l'analyse des ophiolites (sections de croûte océanique déposée sur les continents) ;
- des analyses sismiques, permettant de comparer la structure sismique de la croûte océanique avec des déterminations en laboratoire des vitesses sismiques dans les types de roches connus, et l'analyse d'échantillons variés ramenés par sous-marins ;
- le dragage (en particulier à partir des crêtes des crêtes et des zones de fracture) et le forage.

### Structure

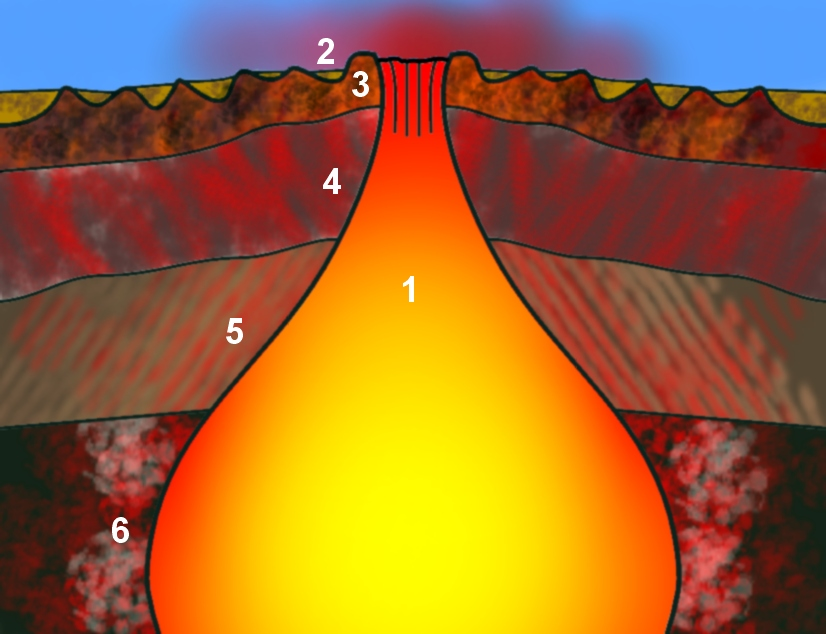
Section typique de la lithosphère océanique.
1. Chambre magmatique axiale
2. Sédiments
3. pillow lavas de basalte
4. Complexe filonien gabbroïque
5. Gabbros
6. Péridotites

La croûte océanique est beaucoup plus simple que la croûte continentale. D'après les travaux de la Penrose Conference en 1972 qui a conduit à définir une séquence ophiolitique type, on peut de manière générale diviser en 4 couches la lithosphère océanique, les 3 couches supérieures formant la croûte océanique :
Croûte océanique
1. un niveau de laves basiques, couche volcanique supérieure de 0,5 km d'épaisseur de basalte vitreux à finement cristallin (pillow lavas de basalte) ;
2. un niveau gabbroïque (gabbros lités surmontés par des gabbros isotropes) ;
3. un niveau filonien (filons subverticaux de microgabbro) ;

Manteau lithosphérique
1. un niveau ultrabasique, constitué de péridotites (lherzolites, harzburgites, dunites). Cette couche est formée par un refroidissement lent du magma sous la surface et se compose de gabbros à gros grains et de roches ultramafiques cumulées. Il constitue plus des deux tiers du volume de la croûte océanique avec près de 5 km d'épaisseur.

Le niveau supérieur (laves basiques) peut être recouvert par des couches de roches sédimentaires et/ou de sédiments. Cette couverture sédimentaire a une épaisseur moyenne de 0,4 km, généralement plus fine ou même absente près des dorsales médio-océaniques, mais qui s'épaissit plus loin de la crête.
Elle se compose de sédiments non consolidés ou semi-consolidés. Près des marges continentales, les sédiments sont terrigènes, c'est-à-dire dérivés de la terre. Les sédiments des grands fonds sont constitués de minuscules coquilles d'organismes marins, généralement calcaires et siliceux. Ils peuvent aussi être constitués de cendres volcaniques, et de sédiments terrigènes transportés par les courants de turbidité.

### Densité
La densité moyenne de la croûte océanique, paramètre très important conditionnant la forme de la surface et l'évolution de la lithosphère dans la tectonique des plaques, est généralement indiquée dans les manuels scolaires avec des valeurs de 2,9 à 3,0 g/cm3.
La densité du manteau terrestre varie avec la température et la pression. À la limite supérieure de l’asthénosphère elle est de 3,4 g/cm3, mais augmente avec la solidification de celle-ci et son agrégation dans la lithosphère océanique.

### Composition
La lithosphère océanique est composée de gabbros et basaltes dans la partie crustale (la croûte océanique) et de péridotites dans la partie mantellique (manteau lithosphérique).
Comparées à la croûte continentale, ces roches sont plus pauvres en dioxyde de silicium (environ 50%) et se composent principalement des minéraux diopside et plagioclase.
Les trois couches de la croûte océanique sont formées de matériau du manteau supérieur, modifié par les processus de fusion qui conduit à la formation du magma qui remonte. La composition originale du manteau supérieur est celle d'une lherzolite, une roche composée d'olivine, d'enstatite et de diopside. La formation du magma conduit à ce que la lherzolite perd principalement de la diopside, de sorte qu'il reste une roche (migmatite) composée principalement d'olivine et d'enstatite, la Harzburgite.

## Dynamique des fonds océaniques

### Dorsale et expansion océanique

Formation de la croûte océanique au niveau d'une dorsale océanique.

La croûte océanique est directement le résultat de la tectonique des plaques : lorsque deux plaques s'éloignent l'une de l'autre, l'intervalle entre les deux blocs correspondants de la lithosphère forme un vide où le magma de l'asthénosphère sous-jacente entre en contact (le plus souvent) avec l'eau des fonds océaniques, ce qui le solidifie sous forme de basalte.
La croûte supérieure est le résultat du refroidissement du magma provenant du manteau terrestre situé sous la limite des plaques divergentes.
La croûte océanique est ainsi continuellement créée à la limite de ces plaques divergentes, en un processus continu, dans une structure qui prend généralement la forme d'une dorsale océanique.
Alors que les plaques divergent, au niveau de ces crêtes océaniques, le magma monte et prend la place du manteau lithosphérique et de la croûte précédente, emportés par la divergence.
La dorsale océanique produit du basalte qui peut s'agréger de chaque côté, constituant un nouveau plancher océanique.
Le magma est injecté dans le centre d'expansion. Il se compose principalement d'une bouillie cristalline partiellement solidifiée dérivée d'injections antérieures, formant des lentilles de magma, qui sont la source de systèmes de dykes d'intrusion magmatique en plaques dans la croûte existante, et qui alimentent les Pillow lava en surface quand ils émergent. Lorsque ces laves se refroidissent, elles sont, dans la plupart des cas, modifiées chimiquement par l'eau de mer, qui hydrate la croûte (les ions OH sont incorporés dans les minéraux).
Cette transformation marque la différence entre la croûte océanique, chimiquement transformée, et le manteau lithosphérique, qui ne l'a pas été.
Le système dorsal océanique, un réseau de volcans de 40 000 km de long, génère une nouvelle croûte océanique à raison de 17 km³ par an, recouvrant le fond océanique de basalte.
Ces éruptions se produisent principalement au niveau des dorsales médio-océaniques, mais aussi dans des points chauds dispersés, ainsi que dans des occurrences rares mais puissantes appelées éruptions de basalte inondables.

### Causes de la divergence des plaques

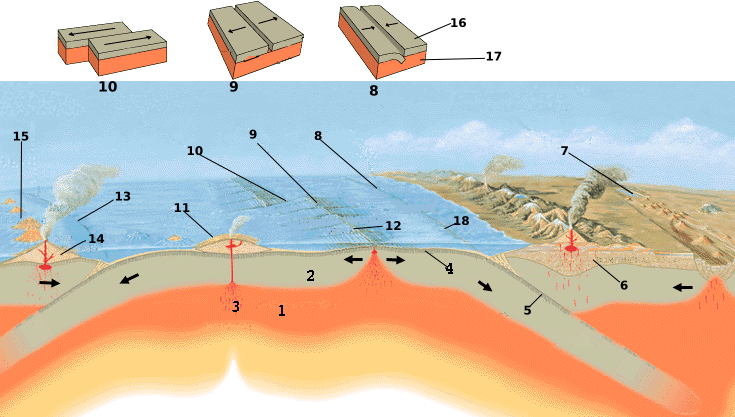
Évolution de la croûte océanique.

Formée à la frontière de deux plaques qui s'éloignent l'une de l'autre, la nouvelle croûte s'agrège à la croûte plus ancienne, se divise et s'éloigne de part et d'autre de la crête, suivant un mouvement souvent comparé à celui d'un tapis roulant.
L'origine de ce mouvement n'est pas claire, et il existe plusieurs modèles pour expliquer le mouvement (tectonique des plaques) de la croûte océanique.
Un premier type d'explication considère que la cause principale est la convection du manteau terrestre, la croûte terrestre étant entraînée par frottement.
Un deuxième type d'explication considère que la cause principale est l'écoulement gravitaire de la croûte elle-même. Le mouvement résulte de la traction entraînée par le plongeon des deux plaques se trouvant de part et d'autre de la dorsale, plongeon ayant lieu au niveau d'une marge active, à l'autre extrémité du « tapis roulant » (traction de la dalle). Cette traction entraîne un éloignement des deux plaques, libérant ainsi l'espace pour l'arrivée du nouveau plancher océanique créé de part et d'autre de la dorsale. Par ailleurs, le modèle gravitaire propose comme hypothèse que la croûte océanique sur les dorsales médio-océaniques est séparée en raison de la gravité (poussée de la crête).
Les forces évoquées par ces théories coexistent certainement, le point de controverse étant de savoir laquelle des forces joue le plus grand rôle.

### Vieillissement de la lithosphère océanique
La lithosphère océanique la plus jeune se trouve au niveau des crêtes océaniques et elle vieillit progressivement à l'écart des crêtes. À mesure qu'elle s'éloigne de la crête, la lithosphère devient plus froide et plus dense, et les sédiments s'accumulent progressivement au-dessus d'elle. Son épaisseur augmente en fonction de la distance à la dorsale comme la racine carrée de l’âge de la croûte.
Ceci est dû « au refroidissement conductif de la lithosphère océanique, qui s’épaissit au détriment de l'asthénosphère ».
Le résultat est une fonction simplifiée (formule de Sclater) pour la profondeur de l'océan, qui ne dépend que de la profondeur de la dorsale médio-océanique (≈2,5 km) et du temps écoulé :
{\displaystyle {\text{Profondeur (km)}}=2{,}5+0{,}35\times {\sqrt {\text{âge (Ma)}}}}
Pour les parties plus anciennes de la croûte, la courbe de croissance tend vers une limite où le gradient géothermique à travers la lithosphère amène la base de celle-ci à la température de fusion du manteau terrestre. À cette limite la lithosphère ne peut plus évacuer par conduction thermique plus de chaleur qu'elle n'en reçoit, et cesse donc de s'épaissir par refroidissement et solidification de l’asthénosphère. Dans la zone asymptotique, la relation entre la profondeur et l'âge peut être déterminée par une fonction exponentielle.
Comme la lithosphère est plus dense que l’asthénosphère, le poids de la colonne rocheuse augmente et entraîne l’approfondissement du plancher océanique.
Des travaux récents ont conclu que l'épaisseur de la croûte océanique varie selon les cycles de glaciation/déglaciation et du niveau marin, en lien avec le cycle de Milankovitch (cycles de 23 000, 41 000 et 100 000 ans). Ainsi le volcanisme influe sur le climat, mais inversement le climat influe aussi sur le volcanisme marin.
Il arrive également dans le cas d'une lithosphère océanique d'expansion lente (comme actuellement pour la lithosphère atlantique, avec un taux d'expansion moyen de l'ordre de 2 cm/an) que la croûte océanique soit d'épaisseur réduite ; elle est discontinue et peut venir à manquer totalement quand le magma arrive en surface suffisamment refroidit et déjà solidifié : les péridotites du manteau supérieur affleurent alors directement au contact de l'océan.

### Subduction

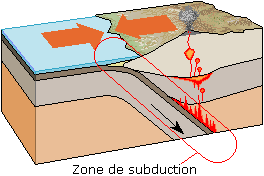
Zone de subduction et volcanisme associé.

Comme la lithosphère du continent, la lithosphère océanique est en équilibre isostatique avec l'asthénosphère du manteau supérieur.
L'âge de la lithosphère ne dépasse généralement pas 200 millions d'années, car au-delà elle devient par refroidissement plus dense que le manteau sous-jacent et s'y enfonce (subduction).
La subduction est le plongement de la lithosphère océanique sous une autre lithosphère, océanique ou continentale. Comment est-ce possible ? La lithosphère en s'éloignant de l'axe de la dorsale devient, par refroidissement, plus dense que l'asthénosphère sous-jacente et donc « subducte ».
Lorsque le matériau de la croûte coule, il subit une nouvelle transformation physico-chimique, et l'eau qui s'échappe entraîne la fusion partielle des roches recouvrantes, conduisant à un volcanisme de stratovolcans derrière la fosse de subduction, et la création d'un arc volcanique.
Quelques rares portions de croûte océanique sont en place depuis plus longtemps. C'est notamment le cas du bassin Hérodote en Méditerranée orientale, dont le plancher est constitué d'une croûte océanique vieille d'environ 340 Ma, d'après l'épaisseur des sédiments et la géométrie des anomalies magnétiques. Cette croûte est une relique du paléo-océan Néotéthys, à moins qu'elle ne se soit formée pendant l'assemblage de la Pangée.
Certains phénomènes associés à la formation des montagnes peuvent conduire des résidus de la croûte océanique à émerger et s'agréger à la croûte terrestre, et ces fragments peuvent avoir un âge beaucoup plus ancien. En plus du forage en haute mer (comme celui de l'Ocean Drilling Program, ODP), ces gisements, appelés ophiolites, constituent le seul moyen d'observer en détail la structure de la croûte océanique. Les plus anciennes ophiolites connues ont entre 2,5 et 3,8 milliards d'années.

## Passé géologique
D'un point de vue planétaire, la croûte océanique est une croûte secondaire, du type que l'on retrouve également sur Mars et Vénus. La croûte s'est probablement développée relativement tôt, une croûte similaire était probablement déjà dans le premier milliard d'années de l'histoire de la Terre. La seule condition préalable à sa formation est l'existence d'un manteau partiellement fondu (probablement présent dès l'origine de la Terre).
Durant les temps géologiques, au long de l'histoire de la Terre, la subduction a pu changer de régime avec le refroidissement progressif de la planète :
- durant l'Hadéen, au début de la formation des océans, la lithosphère se limitait à une couche de manteau solidifié et a été purement océanique, et sans subduction ;
- la subduction a démarré durant l'Archéen, mais le caractère précoce ou tardif de son origine reste controversé ;
- en tout état de cause, la plus grosse partie de la croûte continentale a été formée entre −3,2 et −2,5 Ga[5] ;
- inversement, la formation de la croûte continentale a été beaucoup plus faible depuis, ce qui montre que les conditions de la subduction ont été modifiées.